# Jean Louchet
Jean Louchet, né le 3 décembre 1996 à Beauvais, est un footballeur français, qui évolue au poste de gardien de but au Valenciennes FC.

## Biographie
Jean Louchet commence le football à l'âge de neuf ans alors qu'il avait commencé par la pratique du tennis,. Il prend alors sa première licence dans sa club de sa ville natale, l'AS Beauvais. Louchet rejoint ensuite le pôle espoirs de Liévin puis l'Amiens SC. En 2014, il rejoint le centre de formation du Paris Saint-Germain, où il commence par une saison blanche en raison d'une blessure à l'épaule,.
Il signe un contrat stagiaire d'une saison avec son club formateur du Paris Saint-Germain en 2015, puis rejoint le Stade de Reims, qui ne le conserve pas non plus,.
En 2017, il rejoint le Vendée Les Herbiers Football. Lors de sa première saison avec le club, il est sur le banc en championnat de National, et ne fait pas partie du groupe disputant la Coupe de France, compétition au cours de laquelle le club atteint la finale. Après une saison, il devient titulaire et dispute trois saisons de National 2 avec le club. Pendant l'arrêt des compétitions du à la pandémie de Covid-19, il devient agent immobilier.
En 2021, à l'âge de 24 ans, Louchet signe son premier contrat professionnel avec les Chamois niortais. Après deux saisons et cinq apparitions en Ligue 2, il est laissé libre par le club après sa relégation en National.
Alors qu'il rejoint la sélection UNFP des joueurs libres, Louchet est recruté par le Valenciennes FC après avoir réalisé une bonne performance face au club nordiste lors d'un match amical. Louchet devient le titulaire du club lors d'une saison marquée par la descente en National mais aussi un parcours en Coupe de France jusqu'en demi-finales.